# La Chapelle-sur-Oudon
La Chapelle-sur-Oudon és un municipi francès situat al departament de Maine i Loira i a la regió de País del Loira. L'any 2007 tenia 561 habitants.

## Demografia

### Població
El 2007 la població de fet de La Chapelle-sur-Oudon era de 561 persones. Hi havia 213 famílies de les quals 44 eren unipersonals (16 homes vivint sols i 28 dones vivint soles), 75 parelles sense fills, 90 parelles amb fills i 4 famílies monoparentals amb fills.
La població ha evolucionat segons el següent gràfic:
Habitants censats

### Habitatges
El 2007 hi havia 240 habitatges, 212 eren l'habitatge principal de la família, 15 eren segones residències i 12 estaven desocupats. 224 eren cases i 13 eren apartaments. Dels 212 habitatges principals, 152 estaven ocupats pels seus propietaris, 56 estaven llogats i ocupats pels llogaters i 4 estaven cedits a títol gratuït; 4 tenien dues cambres, 28 en tenien tres, 55 en tenien quatre i 126 en tenien cinc o més. 160 habitatges disposaven pel capbaix d'una plaça de pàrquing. A 81 habitatges hi havia un automòbil i a 123 n'hi havia dos o més.

### Piràmide de població
La piràmide de població per edats i sexe el 2009 era:
| Homes | Edats   | Dones |
| ----- | ------- | ----- |
| 0     | 95 o +  | 0     |
| 1     | 90 a 94 | 1     |
| 2     | 85 a 89 | 7     |
| 3     | 80 a 84 | 2     |
| 4     | 75 a 79 | 3     |
| 11    | 70 a 74 | 8     |
| 14    | 65 a 69 | 11    |
| 11    | 60 a 64 | 13    |
| 24    | 55 a 59 | 26    |
| 8     | 50 a 54 | 19    |
| 14    | 45 a 49 | 9     |
| 15    | 40 a 44 | 6     |
| 21    | 35 a 39 | 19    |
| 15    | 30 a 34 | 24    |
| 23    | 25 a 29 | 16    |
| 15    | 20 a 24 | 8     |
| 14    | 15 a 19 | 9     |
| 15    | 10 a 14 | 22    |
| 21    | 5 a 9   | 19    |
| 15    | 0 a 4   | 14    |

## Economia
El 2007 la població en edat de treballar era de 350 persones, 279 eren actives i 71 eren inactives. De les 279 persones actives 266 estaven ocupades (142 homes i 124 dones) i 13 estaven aturades (5 homes i 8 dones). De les 71 persones inactives 30 estaven jubilades, 28 estaven estudiant i 13 estaven classificades com a «altres inactius».

### Ingressos
El 2009 a La Chapelle-sur-Oudon hi havia 215 unitats fiscals que integraven 579 persones, la mediana anual d'ingressos fiscals per persona era de 18.158 €.

### Activitats econòmiques
Dels 17 establiments que hi havia el 2007, 9 eren d'empreses de construcció, 2 d'empreses de comerç i reparació d'automòbils, 1 d'una empresa d'informació i comunicació, 3 d'empreses de serveis, 1 d'una entitat de l'administració pública i 1 d'una empresa classificada com a «altres activitats de serveis».
Dels 9 establiments de servei als particulars que hi havia el 2009, 2 eren paletes, 3 guixaires pintors, 2 lampisteries, 1 electricista i 1 perruqueria.
L'any 2000 a La Chapelle-sur-Oudon hi havia 22 explotacions agrícoles que ocupaven un total de 1.078 hectàrees.

## Poblacions més properes
El següent diagrama mostra les poblacions més properes.